# ووکوویسکو
ووکوویسکو (به لاتین: Łukowisko) یک روستا در لهستان است که در گمینا مینزژتس پودلاسکی واقع شده‌است. ووکوویسکو ۳۳۰ نفر جمعیت دارد.